# Реньє III (граф Ено)
Реньє (Регінар) III Довогошиїй (фр. Régnier III au Long Col, нім. Reginar III Langhal; бл. 920–973) — граф Еноський в 931/940—958 роках. Тривалий час боровся за Лотаринзьке герцогство.

## Життєпис
Походив з роду Регінаридів. Син Реньє II, графа Ено, та Аделаїди Бургундської. Народився близько 920 року. У 924 році опинився в заручниках свого стрийка Гізельберта, герцога Лотарингії.
Після смерті батька, що сталася за різними відомостями 931, 932 або 940 року Реньє успадкував Еноське графство. У 939 році Реньє III разом з братом Рудольфом, графом Газбенгау, брав участь у повстанні герцога Гізельберта Лотаринзького і герцога Ебергарда Франконського проти короля Оттона I. Після загибелі Гізельберта у жовтні того ж року Реньє III разом з братом змушений був підкоритися королю.
Оттон I призначив новим герцогом Лотарингії свого брата Генріха. У 940 році того змінив граф Оттон Верденський, Реньє III також висував свої претензії на правління в Лотарингії, спираючись на авторитет свого діда Реньє Довгошийого. Разом з братом Рудольфом декілька разів повставали, спираючись на свій замок в Монсі. Для зміцнення своїх позицій налагодив відносини з Людовиком IV, королем Західно-Франкського королівства, що одружився з вдовою герцога Гізельберта Лотаринзького.
У 944 році Оттон I відправив війська, що приборкали Реньє III, який визнав владу східнофранкського короля. Втім невдовзі знову повстав, але змушений був підкоритися новому герцогу Лотарингії — Конраду Рудому.
У 953 році, коли герцог Конрад Рудий разом з Ліудольфом, герцогом Швабії, повстав проти Оттона I, Реньє III підтримав останнього. Він розбив герцога Конрада в битві на березі Маасу. Проте 954 року Оттон I призначив новим герцогом Лотарингії свого брата Бруно, не виправдавши сподівань графа Ено отримати Лотарингію.
955 року завдав поразки герцогу Бруно, захопивши Льєж. Реньє III вигнав льєзького єпископа Ратера, поставивши замість нього свого родича Балдеріха.
У 956 році Реньє III захопив Брюссель з округою, що були частиною володінь Герберги, удови свого стрийка Гізельберта, в Лотарингії, що викликало похід її сина Лотаря I, короля Західного Франкського королівства, на Монс. В результаті король Лотар I 957 року захопив дружину Реньє III і двох його синів, що дозволило лотаринзькому герцогу Бруно в обмін на заручників змусити Реньє III повернути захоплені землі. Проте невдовзі граф Еноський знову повстав, але герцог Бруно спільно з Лотарем I придушили заколот. Реньє III було захоплено й передано Оттонові I, який в 958 році вислав його на кордон з Богемією, де той помер, а його володіння були конфісковані.
Еноське графство було розділено на графство Монс і маркграфство Валансьєн. Управління графством Монс Оттон I доручив Готфріду, пфальцграфу Лотарингії, а маркграфством Валансьєн — графу Аморі. Сини Реньє III втекли до Західнофранкського королівства.

## Родина
Дружина — Адель, донька Гуго V, графа Нордгау.
Діти:
- Реньє (д/н — 1013), граф Ено в 973—974 роках
- Ламберт (950—1015), граф Лувену